# خولیو ساراسنی
خولیو ساراسنی (اسپانیایی: Julio Saraceni‎؛ ‏ ۱۰ اکتبر ۱۹۱۲ – ۱۲ اکتبر ۱۹۹۸) کارگردان فیلم و فیلم‌نامه‌نویس اهل آرژانتین بود.
از فیلم‌ها یا مجموعه‌های تلویزیونی که وی در آن‌ها نقش داشته‌است، می‌توان به میل به زندگی اشاره نمود.